# Roy D. Bridges
Roy Dunbard Bridges, Jr. (* 19. července 1943 Atlanta, Georgie) je americký astronaut, který absolvoval v roce 1985 let v raketoplánu Challenger a tím se stal 174. člověkem ve vesmíru. Byl také ředitelem Kennedyho vesmírného střediska a také Langley Research Center americké NASA.

## Životopis
Stal se vojákem z povolání. Vysokoškolské vzdělání získal na United States Air Force Academy a Purdue University, školy ukončil s doktorským titulem roku 2001. V týmu astronautů byl už od roku 1980, prodělal výcvik, v roce 1985 absolvoval i svůj let. Ještě příští rok se připravoval k misi STS-61-F, po havárii Challengeru však byl let zrušen.
Znovu se vrátil k NASA v roce 1997, pracoval na mysu Canaveral jako ředitel Kennedyho kosmického střediska v letech 1997-2003. Získal hodnost generála. V roce 2003 letech odešel do Langley Research Center v Hamptonu ve Virginii. I zde byl ředitelem. Funkce se v roce 2005 vzdal a odešel do penze.

## Let do vesmíru
V létě roku 1985 odstartoval z Floridy raketoplán Challenger ke svému osmému letu. Na palubě byla tato posádka: Charles Fullerton, plukovník Roy Bridges, Karl Henize, Franklin Musgrave, Anthony England, Loren Acton a John-David Bartoe. Sebou měli mj.Spacelab 2. I přes řadu technických problémů plán experimentů byl splněn a sedmidenní mise tak byla zakončena přistáním na základně Edwards v Kalifornii úspěšně.
- STS-51-F, Challenger (29. července 1985 – 6. srpna 1985)